# دیوید تستو
دیوید تستو (به انگلیسی: David Testo) (زاده ۷ اوت سال ۱۹۸۰)، بازیکن فوتبال آمریکاییست است. او عضو تیم باشگاهی مونترئال ایمپکت می‌باشد .وی از معدود بازیکن فوتبال‌های علناً همجنسگراست که در رده ملی و حرفه‌ای بازی می‌کنند.